# Linda Manelius
Linda Manelius (* 1999) ist eine finnische Schauspielerin.

## Leben und Karriere
Manelius wurde 1999 geboren. Ihren Wehrdienst leiste sie als Musikerin im „Militärorchester der Wehrdienstleistenden“ 
(finnisch Puolustusvoimien varusmiessoittokunta). Danach absolvierte sie die Theaterlinie der „Volkshochschule Lahti“ (Lahden kansanopisto).
Ihr Debüt gab sie 2018 in dem Film Hölmö nuori sydän. Anschließend bekam sie 2019 in dem Film Diva of Finland eine Hauptrolle. 2021 trat sie in Luokkakokous 3 – Sinkkuristeily auf. Im selben Jahr spielte Manelius in Peruna mit. Unter anderem wurde sie 2022 für die Serie Helsinki-syndrooma gecastet.

## Filmografie
- 2018: Hölmö nuori sydän
- 2019: Diva of Finland
- 2021: Luokkakokous 3 – Sinkkuristeily
- 2021: Peruna
- 2022: Helsinki-syndrooma (Fernsehserie)